# Клин (город)
Клин — город областного подчинения в Московской области, административный центр городского округа Клин. Населённый пункт воинской доблести.
Население — 88 425 чел. (2024).

## Физико-географическая характеристика

### Географическое положение
Расположен на обоих берегах реки Сестры, в 67 км от МКАД по Ленинградскому шоссе (от Кремля 86 км, 82 км от Ленинградского вокзала и 566 км от Московского вокзала).

### Климат
Согласно климатическому районированию России, Клин находится в атлантико-континентальной европейской (лесной) области умеренного климатического пояса. Средняя температура июля составляет 18,5 °С, средняя температура января — −7,1 °С.
Всемирная метеорологическая организация приняла решение о необходимости расчёта двух климатических норм: климатологической стандартной и опорной. Первая обновляется каждые десять лет, вторая охватывает период с 1961 г. по 1990 г.
| Показатель                            | Янв. | Фев. | Март | Апр. | Май  | Июнь | Июль | Авг. | Сен. | Окт. | Нояб. | Дек. | Год |
| ------------------------------------- | ---- | ---- | ---- | ---- | ---- | ---- | ---- | ---- | ---- | ---- | ----- | ---- | --- |
| Средняя температура, °C               | −7,1 | −6,9 | −1,7 | 5,9  | 12,5 | 16,3 | 18,6 | 16,6 | 11,2 | 5,2  | −1,2  | −4,8 | 5,3 |
| Норма осадков, мм                     | 45   | 34   | 33   | 36   | 70   | 82   | 82   | 78   | 61   | 63   | 49    | 46   | 679 |
| Источник: ФГБУ «Гидрометцентр России» |      |      |      |      |      |      |      |      |      |      |       |      |     |

| Показатель                    | Янв. | Фев. | Март | Апр. | Май | Июнь | Июль | Авг. | Сен. | Окт. | Нояб. | Дек. |
| ----------------------------- | ---- | ---- | ---- | ---- | --- | ---- | ---- | ---- | ---- | ---- | ----- | ---- |
| Средний суточный максимум, °C | −4   | −3   | 1    | 10   | 17  | 21   | 23   | 22   | 16   | 9    | 1     | −3   |
| Средний суточный минимум, °C  | −11  | −11  | −5   | 1    | 7   | 11   | 13   | 11   | 7    | 2    | −3    | −8   |
| Норма осадков, мм             | 35   | 34   | 33   | 40   | 66  | 80   | 69   | 64   | 60   | 53   | 44    | 39   |
| Источник: www.meteoblue.com,  |      |      |      |      |     |      |      |      |      |      |       |      |

## История

### XIV—XVII века

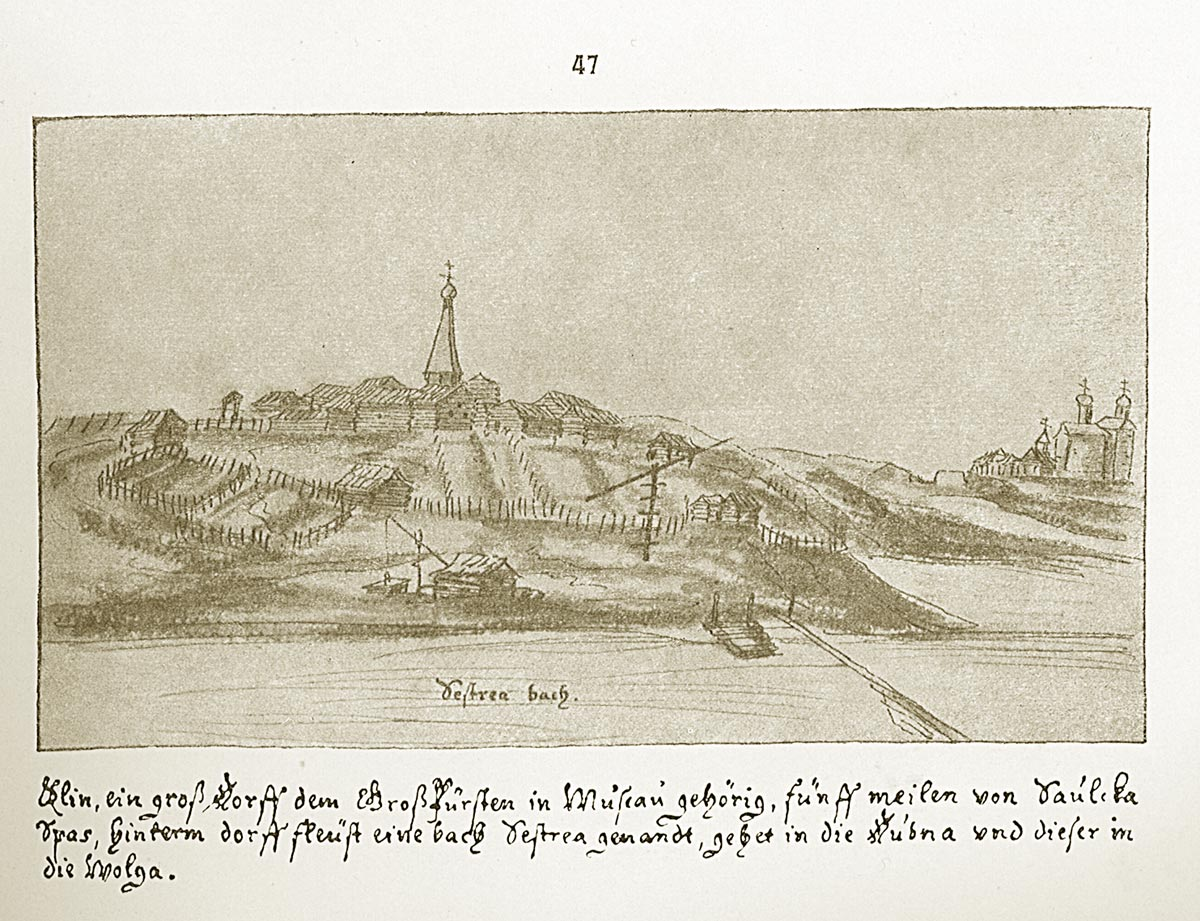
Клин в 1661 году

Первое упоминание относится к 1317 году — в Никоновской летописи говорится: «… В лето 6825… Тое же зимы князь великы Юрьи Даниловичь Московьский с Кавгадыем, и со многыми Татары и с князи Суздальскыми, и со иными князи и со многими силами поиде с Костромы к Ростову, а от Ростова поиде к Переславлю, и от Переславля поиде к Дмитрову, а из Дмитрова к Клину». Клинский кремль находился на узком перешейке в петле реки Сестры.
В этот период зе́мли часто переходили от одного владельца к другому, и к середине XIII века Клин вошёл в состав Тверского княжества. Ставший форпостом Твери в противоборстве с Москвой, он был сильно укреплён валом и рвом, новыми крепостными стенами. Стал центром удельного Клинского княжества, которым владела младшая ветвь тверских князей, прозванных впоследствии Дорогобужскими. Во время татаро-монгольских нашествий Клин, как и другие русские города, не раз подвергался атакам; крепость была разорена в начале 1409 года во время набега татарского мурзы Едигея. Потом за город повели борьбу Москва и Тверь.
В 1482 году московский князь Иван III Васильевич присоединил Клин к своему княжеству; город быстро потерял своё военно-стратегическое значение, так как на западных рубежах княжества были более мощные укреплённые крепости. Однако Клин не пришёл в запустение, а стал центром торговли и ремесел; основным занятием его жителей сделались извоз и ямское торговое дело.
В 1569 году Клин сильно пострадал от опричнины. Особенно пострадали клинские строевые леса. Известно, что важнейшие постройки Московского Кремля возводились из клинского леса. В 1572 году Иван IV завещал своему сыну Ивану Клин с волостями, сёлами и пошлинами; позднее Клин был вотчиной дома Романовых. Поляки Соколовского осаждали город, где оборону держал Пожарский Д. П.
В 1702 году Клин по указу Петра I стал официальным почтовым ямом. Жители Клина занялись обслуживанием довольно большого количества проезжих. В городе появились разнообразные торговые лавки, постоялые дворы, винные погреба, продуктовые склады и другие заведения. Таким образом, из-за проезжих город постепенно вытягивался вдоль тракта.

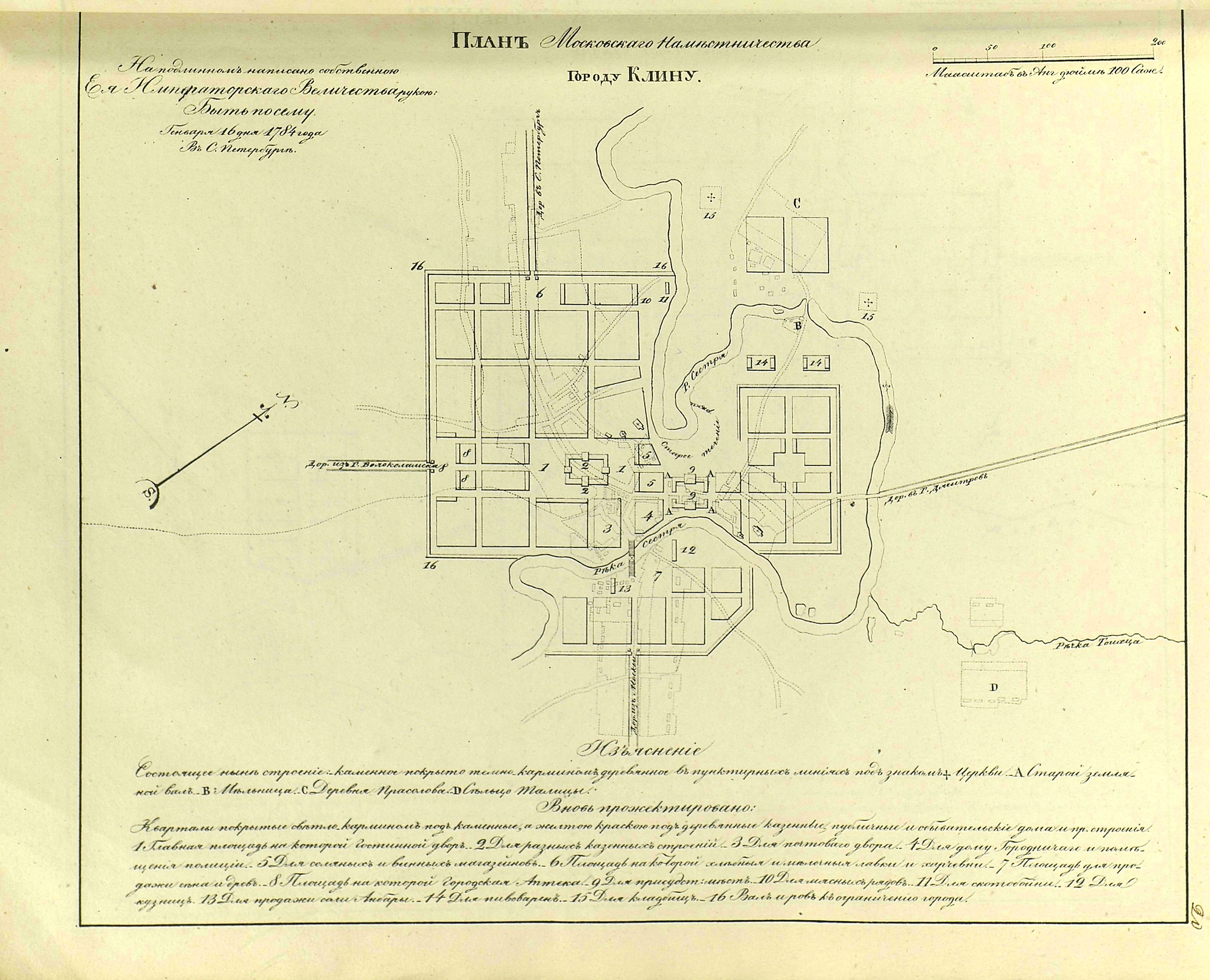
«Прожектированный» план города Клина 1784 года из «Полного собрания законов Российской Империи. Книга чертежей и рисунков. Планы городов.»

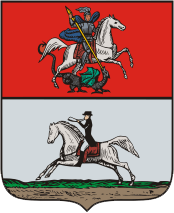
герб, 1781

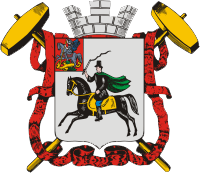
герб, 1883

### XVIII—XIX века
В 1781 году Клин получил официальный статус города и герб. А в 1784 году был разработан генеральный план застройки города, согласно которому в центре размещался Дом присутственных мест, Дом городничего и богадельня. На рубеже XVIII—XIX веков по проекту помещика-архитектора С. П. Карина был выстроен почтовый двор — двухэтажное здание из кирпича и два одноэтажных флигеля. Здесь были устроены навесы для лошадей, колодец и конюшня.
С 1785 года — уездный город Московской губернии.
В 1851 году через Клин прошла первая в России ветвь Николаевской железной дороги, что привело к уменьшению ямских перевозок. Упало значение и «постоев». Теперь значительная часть населения города стала заниматься ручным ткачеством и делать платки, кисею, шерстяные обивочные ткани для мебели.
К концу XIX века Клин превратился в тихий захолустный городок. Несколько сместился и его центр: теперь он был представлен Соборной площадью с расположенными на ней каменными торговыми рядами, гостиницей, управой и пожарной каланчой.

### XX—XXI века
Рабочие клинских заводов активно участвовали в стачечном движении 1905 года.
Во время Великой Отечественной войны немецкая 3-я танковая армия захватила Клин 23 ноября после тяжелых боев.
С 23 ноября по 15 декабря 1941 года Клин был оккупирован немецкими войсками (подробнее см. Битва за Москву).
Постановлением Московской областной Думы от 28 апреля 2016 года городу присвоено почётное звание «Населённый пункт воинской доблести».
19 октября 2017 года Клин из города районного подчинения преобразован в город областного подчинения одновременно с упразднением Клинского района.

## Население
| 1856    | 1859    | 1897    | 1913    | 1926    | 1931    | 1939    | 1959    | 1962    | 1967    | 1970    | 1972    |
| ------- | ------- | ------- | ------- | ------- | ------- | ------- | ------- | ------- | ------- | ------- | ------- |
| 3900    | ↗4000   | ↗4700   | ↗7400   | ↗8700   | ↗13 100 | ↗27 691 | ↗53 322 | ↗60 000 | ↗69 000 | ↗80 875 | ↗84 000 |
| 1973    | 1976    | 1979    | 1982    | 1986    | 1987    | 1989    | 1992    | 1996    | 1998    | 2000    | 2001    |
| ↗85 000 | ↗88 000 | ↗91 487 | ↗93 000 | ↗95 000 | →95 000 | ↘94 908 | ↗95 100 | ↘92 800 | ↘90 500 | ↘89 100 | ↘87 900 |
| 2002    | 2003    | 2005    | 2006    | 2007    | 2008    | 2009    | 2010    | 2011    | 2012    | 2013    | 2014    |
| ↘83 178 | ↗83 200 | ↘82 900 | ↘82 400 | ↘81 900 | ↘81 500 | ↘80 906 | ↘80 585 | ↗80 600 | ↘80 128 | ↘79 924 | ↘79 461 |
| 2015    | 2016    | 2017    | 2018    | 2019    | 2020    | 2021    | 2023    | 2024    |         |         |         |
| ↘79 249 | ↘79 075 | ↘79 056 | ↗79 168 | ↗79 387 | ↗79 715 | ↗88 511 | ↗88 525 | ↘88 425 |         |         |         |

На 1 января 2025 года по численности населения город находился на 185-м месте из 1124 городов Российской Федерации.

## Транспорт
В городе находится железнодорожная станция Клин на линии Москва — Санкт-Петербург. В городе и его окрестностях ранее действовала узкоколейная железная дорога, принадлежавшая заводу «Клинстройдеталь». В черте города находится военный городок и аэродром Клин-5, на котором в настоящее время базируется 92 отдельная вертолётная эскадрилья специального назначения, в распоряжении которой находятся вертолёты Ми-8АМТШ, МИ-8АМТШ-ВН и Ми-24/35.
Через город проходит автомагистраль Москва — Санкт-Петербург М10 E 105, а также Московское большое кольцо.
Рядом с городом проходит [[Нева (автодорога)|платная автомагистраль Москва — Санкт-Петербург М11]]. Также рядом с городом Клин запланирована остановка высокоскоростной железнодорожной магистрали (ВСМ) Москва — Санкт-Петербург.
Также город входит в тарифную зону Дальняя МЦД-3 (D3)

## Охрана окружающей среды

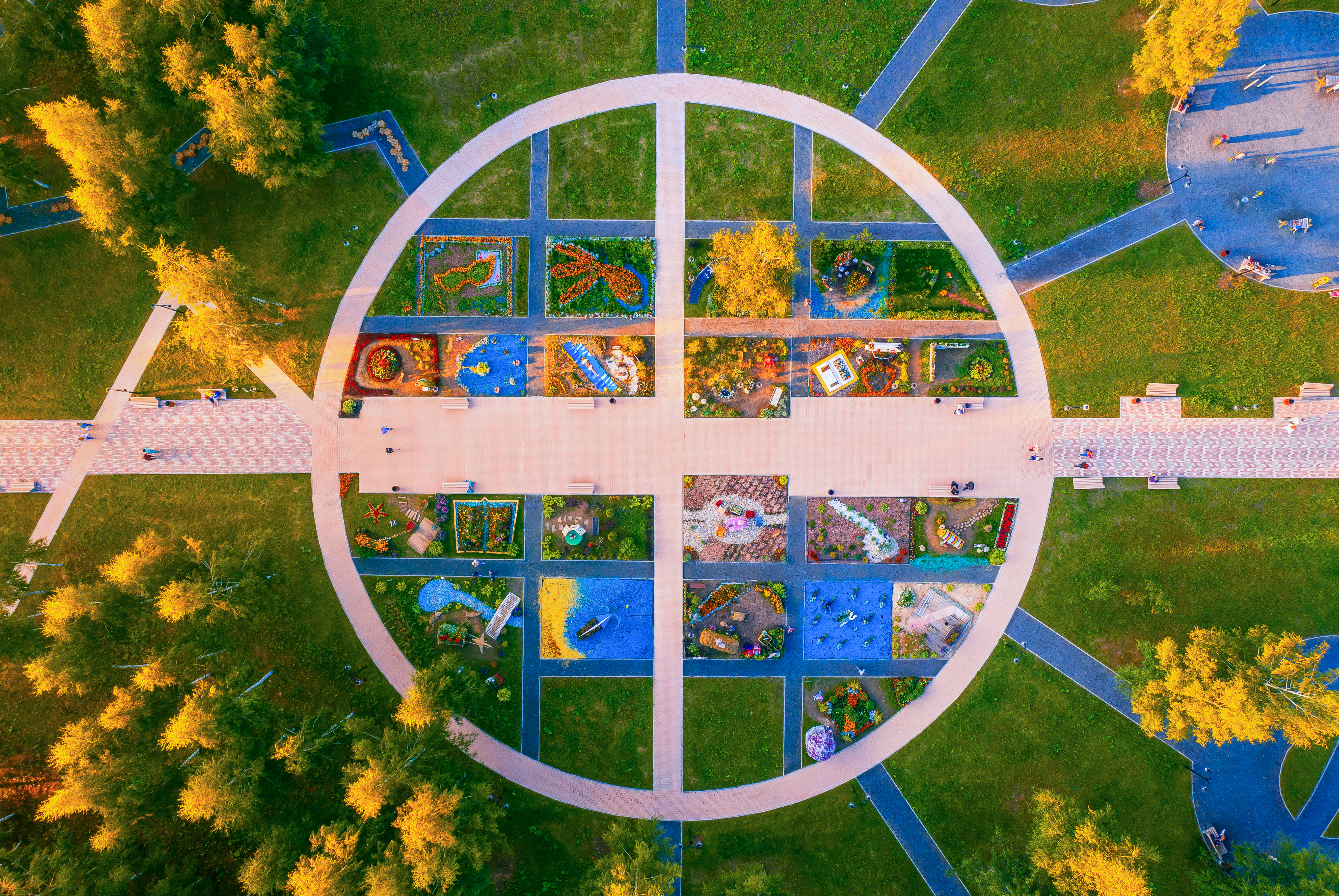
Демьяновский парк в г. Клин

С 2014 года город является активным участником событий, названных мусорным кризисом в России. Действующий в непосредственной близости к городу полигон ТБО Алексинский карьер является постоянной угрозой для экологической обстановки города и округа. В 2017 году ситуация с выбросами свалочных газов значительно ухудшилась и вышла из под контроля местных властей. В результате город и округ периодически накрывает сильным запахом сероводорода от выбросов с тела полигона. В 2018 году областными властями была построена новая четырёхполосная бетонная дорога до полигона ТБО в объезд города Клин, которую местные жители уже успели прозвать «дорогой смерти». В докладе Общественной палаты Российской Федерации полигону ТБО Алексинский карьер присвоено второе место в ТОП-3 «проблемных действующих объектов по обращению с ТКО».

## Достопримечательности
Самой знаменитой достопримечательностью Клина является дом-музей П.И. Чайковского. Также среди достопримечательностей Клина часто называют Музей ёлочных игрушек

###### Архитектурные достопримечательности
| № п/п | Наименование объекта                                                          | Датировка               | Адрес                                                     | Текущее состояние                                                                     | Фото |
| ----- | ----------------------------------------------------------------------------- | ----------------------- | --------------------------------------------------------- | ------------------------------------------------------------------------------------- | ---- |
| 1     | Музей ёлочных украшений                                                       | открыт 18 сентября 2008 | Староямская ул., 4                                        | «Клинское подворье»                                                                   |      |
| 2     | Дом-музей А. П. Гайдара                                                       | 1989 год                | ул. Гайдара, 17                                           | Дом-музей                                                                             |      |
| 3     | Государственный дом-музей П. И. Чайковского                                   | 1896 год                | ул. Чайковского, 48                                       | Дом-музей                                                                             |      |
| 4     | Магазин под часами                                                            | XVIII—XIX вв.           | пересечение Литейной ул. и ул. Ленина                     | Магазин                                                                               |      |
| 5     | Почтовый двор                                                                 | 1780-е гг.              | Советская пл., 1                                          | Центральное почтовое отделение г. Клин                                                |      |
| 6     | Дом городничего                                                               | конец XVIII в.          | ул. Папивина, 4                                           | Общественная организация                                                              |      |
| 7     | Аптека № 45                                                                   |                         | Советская пл., 11/1                                       | Аптека № 45                                                                           |      |
| 8     | Ресторан Горшкова                                                             | 1870 год                | Советская пл., 3                                          | Закрыт                                                                                |      |
| 9     | Церковь Иконы Божией Матери «Всех скорбящих Радость»                          | 1847—1860 гг.           | Литейная ул., 21/7                                        | Церковь                                                                               |      |
| 10    | Фонтан «Девочка-грибница»                                                     | 1838—1913 гг.           | Советская пл.                                             | Действует                                                                             |      |
| 11    | Фонтан в сквере Чайковского                                                   | XX век                  | Советская пл.                                             | Действует                                                                             |      |
| 12    | Памятник Петру Ильичу Чайковскому на Советской площади                        | XX век                  | Советская пл.                                             | Действует                                                                             |      |
| 13    | Памятник Петру Ильичу Чайковскому в сквере возле дома-музея П. И. Чайковского | 1995 год                | ул. Чайковского, 48                                       | Действует                                                                             |      |
| 14    | Железнодорожный вокзал                                                        | 1844—1851 гг.           | Привокзальная пл.                                         | Действует                                                                             |      |
| 15    | Автостанция «Клин»                                                            | XX век                  | Привокзальная пл.                                         | Действует                                                                             |      |
| 16    | Мемориал Клинского окружения                                                  | 1966 г.                 | перекрёсток Первомайской ул. и Староямской ул.            | Действует                                                                             |      |
| 17    | Мемориал памяти воинов, погибших при защите и освобождении Клина в 1941 году  | 1957 г.                 | перекрёсток ул. Гагарина и Первомайской ул., сквер Победы | Действует                                                                             |      |
| 18    | Троицкий собор                                                                | 1802—1836 гг.           | Советская пл.                                             | В советское время в соборе располагался «Дом культуры», ныне находится на реставрации |      |
| 19    | Торговые ряды                                                                 | 1885—1887 гг.           | Советская пл., 1                                          | Магазины                                                                              |      |
| 20    | Церковь Успения Пресвятой Богородицы                                          | Середина XVI века       | ул. Папивина, 16а                                         | Действует                                                                             |      |
| 21    | Краеведческий музей                                                           | 1963 год                | ул. Гагарина, 37/1                                        | Действует                                                                             |      |
| 22    | Фёдоровская часовня при мещанской богадельне                                  | Вторая треть XIX века   | ул. Папивина, 6                                           | Действует                                                                             |      |
| 23    | Церковь Святителя Тихона                                                      | 1907 г.                 | Тихая ул., 7                                              | Действует                                                                             |      |
| 24    | Музей-усадьба Д. И. Менделеева                                                | 1860-е годы             | Клинский район, д. Боблово                                | Действует                                                                             |      |
| 25    | Воскресенская церковь                                                         | 1712 г.                 | Советская пл., 16                                         | Действует                                                                             |      |
| 26    | Храм Святой Блаженной Ксении Петербургской                                    | 2002 г.                 | пос. 31-го Октября, ул. Герцена, 24/15                    | Действует                                                                             |      |
| 27    | Успенская церковь (Клин)                                                      | Вторая половина XVI в.  | улица Папивина, 16а                                       | Действует                                                                             |      |

- Успенская церковь в Клину. Наиболее древние памятники Клина находятся не в кремле, а несколько в стороне от него. Самым ранним архитектурным памятником города является Успенская церковь, хотя точное время её постройки неизвестно. Существует предание, что она была заложена в 1572 году в память о жителях города, погибших от рук опричников. В середине XVI века на этом месте располагался Успенский монастырь, а церковь была соборным храмом монастыря, который в 1761 году упразднили. Успенская церковь представляла собой небольшое одноглавое сооружение на четырёх столпах с угловыми арками. В первой половине XIX века к церкви были пристроены трапезная и колокольня. В это же время южный и северный фасады храма получили классические портики в западноевропейском стиле. Здание в целом выполнено в простом провинциальном стиле. Над куполом была поставлена дополнительная шейка с маленькой главкой. В начале 1960-х годов храм готовили к сносу. Московские архитекторы составили для этого нужный документ, по которому памятник якобы настолько был перестроен в XIX веке, что не представляет для истории никакого интереса. В 1963 году по просьбе Петра Дмитриевича Барановского памятником занялся архитектор Николай Николаевич Свешников. В 1963—1966 годах под его руководством, на основе научного исследования памятника, проведена реставрация. Реставрация в основном заключалась в освобождении подлинных первоначальных элементов от поздней облицовки и укреплении конструктивных элементов. Все утраченные первоначальные части и детали восстановлены по сохранившимся хвостовым частям.
- Троицкий собор (1836), высота которого составляет 25 м. В нём ощущаются черты более ранней екатерининской эпохи: мощные два яруса объединены одним ордером пилястр, наверху полуциркульные окна и круглые окна-отдушины. Всё это типичные приёмы екатерининской эпохи в архитектуре.
- Здание железнодорожной станции, возведённое по типовому проекту К. А. Тона в середине XIX века.
- Старейшим памятником клинского посада является Воскресенская церковь, сохранившаяся с времён, когда Клин был «ямом». Церковь с высокой шатровой колокольней была построена на средства прихожан в 1712 году. Располагалась она близ кремля, который никогда не имел каменных сооружений и укреплений. Старые земляные валы его не сохранились, но виден глубокий овраг, защищавший подступы к городу. Церковь выстроена в стиле нарышкинского барокко, но памятник недостаточно хорошо отражает этот стиль: окна слишком мелкие, а стены как будто поглощают колонны.
- В 1789 была возведена трёхъярусная с коротким шатром колокольня — образец консерватизма. Колокольня расположена в третьем ярусе, а первые два снабжены декоративными освещёнными лестницами. В этом сооружении чувствуется западноевропейский вкус к массивности, характерный ещё для XVI века. Колокольня — это главная вертикальная доминанта города. Зданий XVII века в городе нет.
- Усадьба Демьяново в Клину. В черте города теперь находится и бывшая усадьба Демьяново. В XIX веке усадьба принадлежала помещику Д. Б. Мертваго, у которого в 1811 году гостил А. С. Пушкин. В 1883 году Демьяново приобрёл русский общественный деятель, адвокат В. И. Танеев, брат знаменитого композитора Сергея Ивановича Танеева. Хозяин усадьбы собрал богатейшую библиотеку (около 20 тыс. томов), вёл обширную переписку с видными мыслителями своего времени. В Демьяново приезжали погостить композиторы П. И. Чайковский и А. Н. Скрябин, художник Аполлинарий Васнецов. С 1904 по 1917 год усадьба Демьяново являлась местом дачного отдыха замечательного русского учёного-селекционера К. А. Тимирязева. В 1946 году, в день 25-летия смерти В. И. Танеева, на доме была установлена мемориальная доска. Кроме двухэтажного дома, возведённого в стиле раннего классицизма, сохранилась усадебная Успенская церковь (1746), которая впоследствии была значительно перестроена.

## Образование

### ВУЗы
- Московский гуманитарно-экономический университет (Клинский филиал)[44]
- Российский государственный социальный университет (Клинский филиал)
- Институт информационных технологий, экономики и менеджмента

### ССУЗы
- ГБПОУ МО «Колледж „Подмосковье“»
- Клинский промышленно-экономический техникум
- Московский геолого-разведочный техникум

### Школы
- МОУ Гимназия № 1
- МОУ Гимназия № 2
- МОУ Профильная школа № 4. С начала сентября 2021 года является 3 отделением МОУ Лицея № 10
- Школа № 7. с 1 сентября 2022 года является отделением гимназии №1
- Школа № 8 им. В.В.Талалихина
- МОУ Лицей № 10 им. Д. И. Менделеева (до 1991 года им. А. П. Гайдара)
- Школа № 11. С начала 2020 года является МОУ-Гимназией №2[45]
- МОУ "ШКОЛА ДЛЯ ОБУЧАЮЩИХСЯ С ОВЗ" (с 2024  года является частью МОУ-СОШ имени Маргариты Калининой)
- МОУ СОШ № 13. С начала сентября 2021 года является 2 отделением МОУ Лицея № 10
- Школа № 14. С начала 2020 года является МОУ-Гимназией №2[45]
- МОУ Гимназия № 15
- Школа № 16 ( с 2023 года — МОУ-СОШ имени Маргариты Калининой). Также Школа 9 является частью школы 16
- Школа № 17 ( с 2024 года является частью МОУ-СОШ имени Маргариты Калининой)
- МОУ Вечерняя (сменная) школа № 1
- МОУ СОШ «Юность». С начала 2020 года является МОУ-Гимназией №2[45]
- Православная классическая гимназия «София»
- МОУ Новощаповская СОШ им. П. П. Едунова
- МОУ СОШ пос. Чайковского

### Дополнительное образование
- Музыкальная школа им. П. И. Чайковского
- Школа иностранных языков ВКС
- Учебно-методический центр «Маркосс»

Также в городе находится большое количество детских садов и прочих учреждений дошкольного образования.

## Промышленность
- ЗАО «Рыбхоз Клинский»
- ООО «Биоакустик» (осетровый рыбозавод)
- ОАО «Химлаборприбор»
- ОАО «Станкостроительный завод»
- ЗАО «Формат-Окна»
- ОАО «Медстекло» (ликвидирован в 2022 г.)
- Комбикормовый завод
- ОАО «Клинстройдеталь» (ликвидирован в 2014 г.)
- Клинский производственный комплекс ОАО «САН ИнБев»
- ОАО «Мясокомбинат „Клинский“»
- ОАО «Клинский „Хлебокомбинат“»
- ООО «Клин-Фармаглас» (производство тары для фармакологии)
- ООО «Компания „Нафта-Хим“» (производство нетканых материалов)
- ООО «Рекитт Бенкизер» (Reckitt Benckiser)
- ООО «Самсон»
- ОАО «Термоприбор»
- ОАО «Клинволокно» (комбинат № 507)
- ООО «Центр Независимых Технологий» (разработка и внедрение инновационных ИТ-решений для крупных промышленных предприятий)
- ООО «ТЕХНОМАКС»
- ОАО «Клинское ППЖТ»
- ООО «Клинский строительный комбинат»
- АО «Клинский проектно-строительный комбинат»
- ООО "Клинский Мебельный Комбинат"
- ООО "Евростиль-Системс Клин" (производство автокомпонентов)

Объём отгруженных товаров собственного производства, выполненных собственными силами работ и услуг по обрабатывающим производствам за 2009 год — 29,3 млрд руб.

## Средства массовой информации

### Телевидение
- В городе вещает Клинский филиал «Телеканал Подмосковье».
- Канал «КТС ТВ».
- Канал «МОЛОДЕЖНОЕ TV»
- Канал «ТВ Поиск»

### Радиостанции
| Частота, МГц | Название                     |
| ------------ | ---------------------------- |
| 70,43        | (Молчит) Радио России        |
| 89,7 и 96,7  | Радио 1                      |
| 90,6         | Дорожное радио               |
| 91,8         | Ретро FM                     |
| 102,3        | Русское радио / Радио 1      |
| 102,9        | Радио Родных дорог / Радио 1 |
| 104,0        | Радио Дача                   |
| 104,4        | Радио России                 |
| 107,1        | Европа Плюс                  |
| 107,9        | Авторадио                    |

### Печать
- «Серп и молот»
- «Гражданская Позиция — чистый Клин» [46]
- «Клин Православный»
- «Клинская неделя»
- «Рекламная неделька»
- «Клуб-ИНФО»

## Города-побратимы
- Финляндия — Лаппеэнранта
- Россия — Андреево
- Россия — Лабытнанги
- Франция — Орли
- Китай — Мэйшань
- Беларусь — Кричев
- Беларусь — Березино

## Нумизматика
5 сентября 2019 года Банк России выпустил в обращение памятную монету номиналом 10 рублей «г. Клин, Московская область» серии «Древние города России».

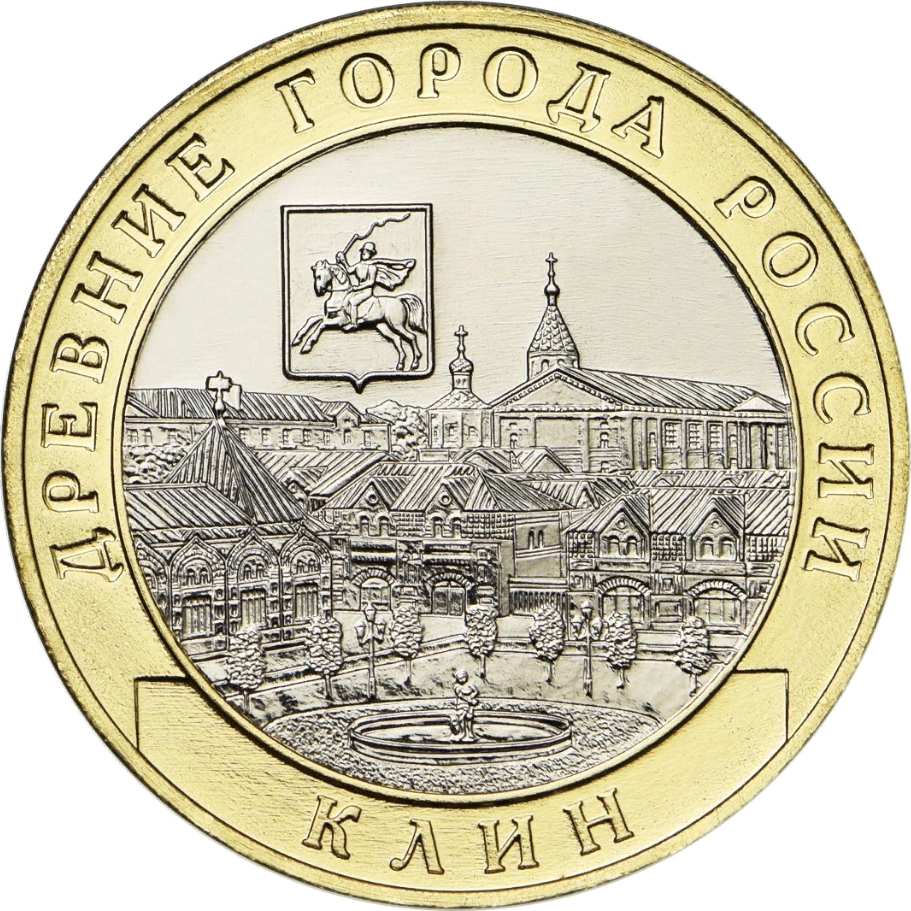
Монета Банка России — 10 рублей, реверс. Серия: Древние города России. Г. Клин, Московская область. Сталь плакированная никелем и латунью.